# Joachim Nielsen
Joachim Nielsen (né le 8 septembre 1964, mort le 17 octobre 2000), connu sous le pseudonyme de Jokke, était un rockeur norvégien. Il est le frère du dessinateur et réalisateur de films d’animation Christopher Nielsen, qui a dessiné les pochettes de plusieurs albums de Jokke.

## Biographie
En 1982, Joachim rencontre May-Irene Aasen dans un cimetière d’Oslo. Ils tombent amoureux et décident de former un groupe : Jokke & Valentinerne. Composé à l’origine de Joachim Nielsen, May-Irene Aasen, Lars Lothe, Christian Ellingsgård et Trygve Johansen, il connaîtra d’innombrables remaniements, avant sa dissolution en 1994. Les membres les plus marquants, outre Jokke, sont May-Irene Aasen à la batterie, la seule à avoir traversé les douze années d’existence du groupe, et Petter Pogo, multi-instrumentiste et troisième larron du trio auquel Jokke & Valentinerne se réduit entre 1991 et 1994. 
Il faut attendre 1986 pour voir paraître Alt kan repareres, le premier album de ce groupe éternellement fauché. Selon la légende, Jokke et ses comparses durent repeindre les couloirs du studio d’enregistrement pour payer leurs séances. Jokke & Valentinerne est un membre éminent de la « vague norvégienne » émergeant à la fin des années 1980 avec des groupes comme deLillos (en), Raga Rockers, et DumDum Boys. Comme eux, Jokke & Valentinerne choisit pour s’exprimer la langue norvégienne. Influencés par le punk, Jokke et ses musiciens produisent un rock brutal, mais néanmoins très riche, notamment dans des concerts qui laissent une large place à l’improvisation. Les paroles sont écrites par Jokke, qui se montre là aussi particulièrement talentueux. Les thèmes de prédilections qui ont fait la gloire du groupe sont l’alcool, les beuveries, les lendemains de beuverie, et l’angoisse qui hante Jokke dans les nuits d’Oslo.
En 1991 sort Frelst, le quatrième album. Malgré le succès commercial et la reconnaissance artistique, Jokke, qui se disait alcoolique depuis l’âge de 15 ans, commence à s’enfoncer dans la drogue. Se présentant complètement saoul à la remise d’un important prix, il fait la une des journaux qui établissent autour de lui une aura sulfureuse dont il se serait bien passé, lui qui n’a cessé de tenter, en vain, d’en finir avec l’héroïne et l’alcool.
Jokke & Valentinerne se disloque et disparaît en 1994. C’est une période troublée pour Jokke, qui enchaine des concerts d’adieux purement alimentaires. Il sort un album plus ou moins solo en 1996, avant de former un nouveau groupe, Jokke med Tourettes, dans lequel on retrouve Petter Pogo. Ce nouveau groupe sortira deux albums, en 1997 et 1999. On peut noter que l’instabilité continue, puisqu’en dehors de Jokke, tous les membres du groupe ont changé entre les deux albums. L'album Billig Lykke est un succès, et Joachim semble remonter la pente. En avril 1999, il déclare dans une interview en avoir terminé avec la drogue : « J'ai décidé que j'allais vivre. Beaucoup de mes amis sont morts, par overdose ou par suicide. Beaucoup d'autres s'en sont sortis. C'est à cette partie de la bande que je veux appartenir. Mais j'ai besoin de bière. […] C'est mon Valium liquide. » Il replonge néanmoins au bout de quelques mois.
En 2000, Jokke profite d’une permission de sortie dans sa nouvelle cure de désintoxication pour enregistrer les maquettes de nouvelles chansons. Vocalement et instrumentalement, ces ébauches sont trop grossières pour rappeler les grandes années de Jokke. Mais les textes, surtout Narkoman (« toxico »), description violemment auto-dépréciative du quotidien d'un toxicomane, sont marquants. Jokke écrit cette chanson le jour même de l’enregistrement, un lendemain de beuverie, alors qu’il est en pleine cure. Quand il commence à chanter, ses musiciens comprennent immédiatement qu’il vient de se piquer. Quelques instants plus tard, il s'effondre et son cœur s’arrête de battre pendant trois minutes. Les secours parviennent à le réanimer et il survit à cette première overdose. Il aura moins de chance deux mois plus tard ; seul dans son appartement vide (il avait tout vendu pour se payer son héroïne), il meurt d’une overdose le 17 octobre 2000, à l’âge de 36 ans.
En 2002 sort Prisen for popen, un double album comprenant les plus grands titres de Jokke ainsi que les quatre chansons enregistrées peu avant sa mort. Figure emblématique de la face sombre d’Oslo, Joachim Nielsen a depuis 2006 une rue à son nom ; une rue à son image puisqu’il s’agit d’une courte impasse.

## Discographie

### Jokke & Valentinerne
- Alt kan repareres (1986)
- Et hundeliv (1987)
- III (1990)
- Frelst! (1991)
- Alt kan repeteres (1994)

### Album solo
- Nykter (1996)

### Jokke med Tourettes
- Trygge Oslo (1997)
- Billig Lykke (1999)

### Compilations
- Spenn! (1995)
- Prisen for popen (2002)
- Billig Lykke (Remastered 2006) (2006) (version remasterisée de Billig Lykke additionnée de trois inédits)